# Malmberget
Malmberget (« la montagne de minerai » en français) est une localité de Suède, située dans la commune de Gällivare, dans le comté de Norrbotten, à l'extrême nord du pays. Elle se trouve à 5 km de Gällivare. Sa population est de 5 590 habitants au recensement de 2010.
Le minerai de fer extrait des mines est transporté par voie ferrée jusqu'aux ports de Luleå (Suède) et de Narvik (Norvège).

## Histoire

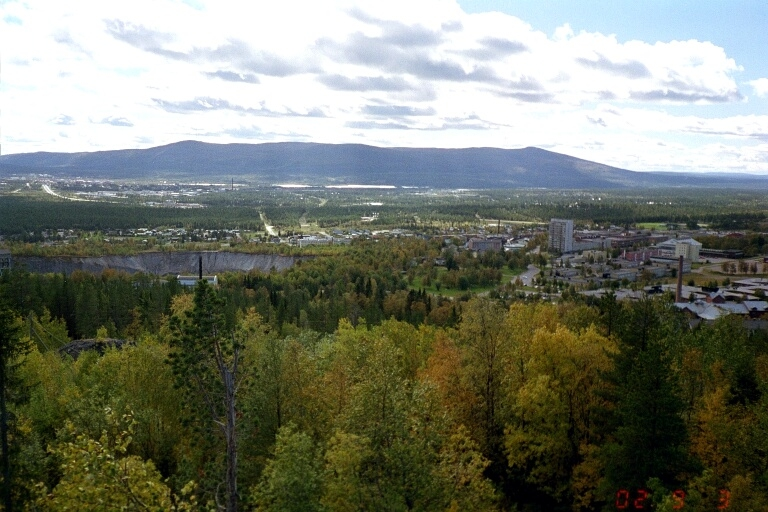
Vue de Malmberget avec la fosse visible sur la gauche de l'image et Gällivare en arrière-plan.

Malmberget est une ville minière essentiellement connue pour l'extraction du minerai de fer qui a débuté en 1741 sur le mont Illuvaara et qui est désormais réalisée par la compagnie LKAB. La ville s'est créée et rapidement développée, dans des conditions similaires à celles de la ruée vers l'or, après le chargement du premier train transportant du fer en 1888. Dans les premières années, les mineurs vivaient dans des cabanes de fortune.

## Effondrements
La ville est partagée en deux par une fosse profonde de 250 mètres, Gropen (« le puits »), qui s'est créée en raison d'un affaissement minier (effondrement de galeries minières). Cela a rendu l'ancien centre-ville inhabitable et de nombreux bâtiments ont été détruits, l'église de la ville ayant dû être déplacée en 1974. La fosse est désormais largement comblée avec des pierres mais les secteurs inhabitables, car trop dangereux, sont de plus en plus nombreux à cause des effondrements et des secousses causés par l'exploitation minière intensive. En conséquence des nombreuses démolitions de bâtiments, la population de la ville a fortement diminué depuis 1980 (10 428 habitants à l'époque). L'avenir de Malmberget est incertain mais la prospection continue de LKAB indique que d'autres parties de la ville devront être déplacées. Le problème semble insoluble car la compagnie doit continuer à extraire le minerai pour assurer son existence mais cela détruit peu à peu la ville, dont une cinquantaine d'habitants ont intenté un procès à LKAB, réclamant à la compagnie des dommages et intérêts pour toutes les nuisances dont ils souffrent. Un nouvel affaissement, s'est produit en mars 2011 à proximité (toutes les maisons, une cinquantaine environ, ont été déplacées).

## Personnalités nées à Malmberget
- Lina Andersson, skieuse de fond, née en 1981
- Göran Forsmark, acteur, né en 1955
- Stig Järrel, acteur et réalisateur (1910-1998)
- Åsa Regnér, ministre, née en 1964
- Thomas Östros, ministre, né en 1965